# Esperantist
Esperantist, person som kan och använder det internationella språket esperanto. Även termen esperantotalande används.
På den första esperantovärldskongressen i Boulogne-sur-Mer, Frankrike, 1905, blev en resolution om esperantism antagen, vilken säger att man på esperanto använder ordet "esperantisto" om "varje person som kan och använder språket esperanto, helt oavsett av vilka anledningar han använder det".
Antalet esperantister i världen är svårt att fastställa, eftersom många esperantister inte är anslutna till någon organisation, men siffror mellan 100 000 och 1 000 000 brukar nämnas.
I övrigt är det stor skillnad på hur mycket esperanto en esperantist egentligen kan. Kunskapsnivån kan variera mycket – allt mellan nybörjaren, som bara hjälpligt kan föra diskussioner och förstå skriven och talad esperanto, till dem som kan språket flytande och/eller har esperanto som modersmål.